# Coupe de Russie féminine de football
La Coupe de Russie féminine de football (en russe : Кубок России по футболу среди женщин, Koubok Rossii po foutbolou sredi jenchtchine) est une compétition de football à élimination directe organisée par la Fédération de Russie de football. Elle est créée en 1992 et succède à la Coupe d'URSS.
Elle est accessible à tous les clubs professionnels de Russie et aux clubs amateurs détenant une licence de la Ligue de football professionnel russe.
L'actuel tenant du titre est le Lokomotiv Moscou, vainqueur de l'édition 2024. Les clubs les plus titrés sont l'Energia Voronej et le Zvezda 2005 avec sept titres. Ils sont suivis du WFC Rossiyanka qui compte cinq victoires. Le Riazan VDV est par ailleurs le club ayant perdu le plus de finales avec six défaites pour deux succès.

## Format
Les premiers tours sont généralement destinées aux équipes de divisions inférieures, les clubs de première division faisant quant à eux leur entrée en lice à partir des huitièmes de finale. Ces phases préliminaires peuvent prendre soit la forme de match à élimination directe classique, soit la forme d'une mini-phase de groupes divisée par zone.
Selon les éditions, les confrontations peuvent prendre la forme de matchs aller-retour à partir des quarts de finale. Cela se voit notamment dans les éditions disputées jusqu'au milieu des années 2000. Les finales sont toutes disputées sur ce format de 1995 à 2007, avec l'exception de l'édition 2005.

## Palmarès
| Saison    | Vainqueur            | Score             | Score             | Score             | Finaliste                 |
| --------- | -------------------- | ----------------- | ----------------- | ----------------- | ------------------------- |
| 1992      | Interros Moscou      | 4 - 3 ap          | 4 - 3 ap          | 4 - 3 ap          | Spartak Moscou            |
| 1993      | Energia Voronej      | 3 - 1             | 3 - 1             | 3 - 1             | Tekstilchtchik Ramenskoïe |
| 1994      | CSK VVS Samara       | 3 - 0             | 3 - 0             | 3 - 0             | Energia Voronej           |
|           |                      | Total             | Aller             | Retour            |                           |
| 1995      | Energia Voronej (2)  | 5 - 3             | 4 - 1             | 1 - 2             | CSK VVS Samara            |
| 1996      | Energia Voronej (3)  | 7 - 1             | 3 - 1             | 4 - 1             | CSK VVS Samara            |
| 1997      | Energia Voronej (4)  | 3 - 1             | 2 - 0             | 1 - 1             | VDV Riazan                |
| 1998      | VDV Riazan           | 4 - 3             | 1 - 3             | 3 - 0             | Energia Voronej           |
| 1999      | Energia Voronej (5)  | 1 - 0             | 0 - 0             | 1 - 0             | VDV Riazan                |
| 2000      | Energia Voronej (6)  | 5 - 4             | 4 - 3             | 1 - 1             | Riazan TNK                |
| 2001      | Energia Voronej (7)  | 3 - 2             | 1 - 2             | 2 - 0             | Riazan TNK                |
| 2002      | Lada Togliatti       | 6 - 0             | 3 - 0             | 3 - 0             | CSK VVS Samara            |
| 2003      | Lada Togliatti (2)   | 2E - 2            | 0 - 1             | 2 - 1             | Energia Voronej           |
| 2004      | Lada Togliatti (3)   | 6 - 3             | 1 - 1             | 5 - 2             | WFC Rossiyanka            |
| 2005      | WFC Rossiyanka       | 2 - 1             | 2 - 1             | 2 - 1             | Spartak Moscou            |
| 2006      | WFC Rossiyanka (2)   | 4 - 1             | 3 - 0             | 1 - 1             | Spartak Moscou            |
| 2007      | Zvezda 2005          | 2 - 1             | 2 - 1             | 0 - 0             | WFC Rossiyanka            |
|           |                      | Score             |                   |                   |                           |
| 2008      | WFC Rossiyanka (3)   | 1 - 0             | 1 - 0             | 1 - 0             | Zvezda 2005               |
| 2009      | WFC Rossiyanka (4)   | 3 - 1             | 3 - 1             | 3 - 1             | Zvezda 2005               |
| 2010      | WFC Rossiyanka (5)   | 2 - 1             | 2 - 1             | 2 - 1             | Energia Voronej           |
| 2011-2012 | Zvezda 2005 (2)      | 1 - 0             | 1 - 0             | 1 - 0             | Zorki Krasnogorsk         |
| 2013      | Zvezda 2005 (3)      | 2 - 1 ap          | 2 - 1 ap          | 2 - 1 ap          | CSP Izmaïlovo             |
| 2014      | Riazan VDV (2)       | 5 - 0             | 5 - 0             | 5 - 0             | Koubanochka Krasnodar     |
| 2015      | Zvezda 2005 (4)      | 1 - 0             | 1 - 0             | 1 - 0             | Koubanochka Krasnodar     |
| 2016      | Zvezda 2005 (5)      | 5 - 2             | 5 - 2             | 5 - 2             | Koubanochka Krasnodar     |
| 2017      | CSKA Moscou          | 1 - 0             | 1 - 0             | 1 - 0             | Tchertanovo Moscou        |
| 2018      | Zvezda 2005 (6)      | 1 - 0             | 1 - 0             | 1 - 0             | Riazan VDV                |
| 2019      | Zvezda 2005 (7)      | 2 - 0             | 2 - 0             | 2 - 0             | Riazan VDV                |
| 2020      | Lokomotiv Moscou     | 0 - 0 (4 - 2 tab) | 0 - 0 (4 - 2 tab) | 0 - 0 (4 - 2 tab) | CSKA Moscou               |
| 2021      | Lokomotiv Moscou (2) | 1 - 0             | 1 - 0             | 1 - 0             | Zénith Saint-Pétersbourg  |
| 2022      | CSKA Moscou (2)      | 2 - 1             | 2 - 1             | 2 - 1             | Zénith Saint-Pétersbourg  |
| 2023      | CSKA Moscou (3)      | 4 - 1             | 4 - 1             | 4 - 1             | Zénith Saint-Pétersbourg  |
| 2024      | Lokomotiv Moscou (3) | 2 - 0             | 2 - 0             | 2 - 0             | CSKA Moscou               |

1. ↑  De 1995 à 2007, les finales se jouent sur deux matchs, à l'exception de l'édition 2005.
2. 1 2 3 4  Match remporté par forfait.

### Bilan par club
| Club                      | Victoire(s) | Finale(s) | Éditions(s) remportée(s)                      |
| ------------------------- | ----------- | --------- | --------------------------------------------- |
| Energia Voronej           | 7           | 4         | 1993, 1995, 1996, 1997, 1999, 2000, 2001      |
| Zvezda 2005               | 7           | 2         | 2007, 2011-2012, 2013, 2015, 2016, 2018, 2019 |
| WFC Rossiyanka            | 5           | 2         | 2005, 2006, 2008, 2009, 2010                  |
| CSKA Moscou               | 3           | 2         | 2017, 2022, 2023                              |
| Lada Togliatti            | 3           | 0         | 2002, 2003, 2004                              |
| Lokomotiv Moscou          | 3           | 0         | 2020, 2021, 2024                              |
| Riazan VDV                | 2           | 6         | 1998, 2014                                    |
| CSK VVS Samara            | 1           | 3         | 1994                                          |
| Interros Moscou           | 1           | 0         | 1992                                          |
| Spartak Moscou            | 0           | 3         |                                               |
| Koubanochka Krasnodar     | 0           | 3         |                                               |
| Zénith Saint-Pétersbourg  | 0           | 3         |                                               |
| Tekstilchtchik Ramenskoïe | 0           | 1         |                                               |
| Zorki Krasnogorsk         | 0           | 1         |                                               |
| CSP Izmaïlovo             | 0           | 1         |                                               |
| Tchertanovo Moscou        | 0           | 1         |                                               |